# 엷은색피그미뛰는쥐
엷은색피그미뛰는쥐 또는 엷은색피그미저보아(Salpingotus pallidus)는 뛰는쥐과에 속하는 설치류의 일종이다. 카자흐스탄의 토착종이다.